# Cornelis van der Mijle

Cornelis van der Mijle

Het wapen van Cornelis van der Mijle

Cornelis van der Mijle (Den Haag, ca. 1578 - aldaar, 21 november 1642) was tijdens het Twaalfjarig bestand de eerste diplomaat die in opdracht van de Republiek der Zeven Verenigde Nederlanden betrekkingen aanging met de Republiek Venetië.

## Biografie
Cornelis was de enige zoon van Adriaan van der Mijle, president van het Hof van Holland, en Magdalena van Egmont van Nyenburch. Na het overlijden van zijn vader in 1590 werd Cornelis' opvoeding overgenomen door zijn oom in Leiden. In 1593 stierf ook zijn moeder. In 1591 ging hij in Leiden letteren studeren. Cornelis was toen al een jeugdvriend van Frederik Hendrik. 
Wanneer hij zijn grand tour deed is niet bekend, maar in 1595 was hij nog niet vertrokken, en in 1603 was hij terug. Hij trouwde in dat jaar met Maria van Oldenbarnevelt, de tweede dochter van landsadvocaat Johan van Oldenbarnevelt. Het huwelijk werd kerkelijk ingezegend door hofpredikant Johannes Uyttenbogaert. Het huwelijksfeest werd gegeven in het huis dat Johan van Oldenbarnevelt toen in de Spuistraat had. Louise de Coligny, haar zoon Frederik Hendrik en Maurits deelden in de feestelijkheden. Van der Mijle was bevriend met onder andere Hugo de Groot, Daniël Heinsius, Dominicus Baudius en Josephus Justus Scaliger.
Van der Mijle leerde van zijn schoonvader de grondslagen van het staatsbestuur en in 1603 werd hij door prins Maurits in zijn raad benoemd.
Hij kreeg verschillende buitenlandse missies, waarvan het bezoek aan Republiek Venetië de memorabelste was.
Op 9 april 1609 was het Twaalfjarig Bestand met Spanje gesloten, een vreedzame onderbreking van de Tachtigjarige Oorlog. Het bestand was een belangrijke stap in de vorming van de Republiek der Zeven Provinciën; omdat Spanje aan tafel was gaan zitten met de opstandelingen, was dat in feite de erkenning van de Republiek door Spanje. Nederland had vergelijkbare belangen en vijanden als Republiek Venetië. Maurits stelde voor Cornelis van der Mijle daarom naar Venetië te sturen om de politieke situatie in Nederland uit te leggen. Nadat hij zijn instructies en aanbevelingsbrieven had ontvangen verliet Cornelis op 23 september 1609 Den Haag. Na eerst koning Hendrik IV van Frankrijk te hebben ingelicht vervolgde hij de reis naar Venetië. Van der Mijle ontmoette er veel weerstand. Nederland was voor sommigen nog steeds een opstandig ketters gewest van Spanje. De vertegenwoordigers van Spanje en de paus deden er alles aan om de officiële ontvangst in Venetië te saboteren. De doge van Venetië ontving Van de Mijle echter met de grootste waardigheid en de missie van de eerste gezant was geslaagd. Op 10 december vertrok Van der Mijle met een belofte van een Venetiaans tegenbezoek weer via Parijs naar de Republiek. Over het bereikte resultaat was men tevreden; het was van groot belang voor de republiek dat de gezant Van der Mijle was ontvangen als vertegenwoordiger van een zelfstandige staat.
Later heeft Van der Mijle nog andere gezantschappen vervuld.
Toen het conflict tussen zijn schoonvader en prins Maurits op scherp kwam te staan raakte Van der Mijle steeds meer betrokken in die polemiek. Nadat zijn schoonvader was geëxecuteerd vluchtte hij weg uit Den Haag. In 1620 werd hij naar Goeree verbannen, maar omdat hij er steeds ziek was mocht hij naar Oud-Beijerland verhuizen, en later naar Beverwijk. Na de verijdelde aanslag op Maurits werd hij nog even verdacht van medeplichtigheid. Langzamerhand kreeg hij wat meer vrijheid, en na de dood van Maurits werd de verbanning door Frederik Hendrik opgeheven. Hij nodigde Van der Mijle zelfs uit op de begrafenis van Maurits. In 1627 liet Van der Mijle zijn voorzichtige houding achter zich toen hij een brief van Uyttenbogaert over de toestand van de opgesloten remonstrantse predikanten in slot Loevestein doorspeelde aan Frederik Hendrik. In 1635 kwam hij zelfs weer in aanmerking om als gezant te worden uitgezonden. Hij had er echter geen zin meer in. Wel liet hij zich in 1640 opnieuw benoemen tot curator van de Universiteit Leiden.
Van der Mijle stierf op 21 november 1642 te Den Haag en werd er op 25 november van dat jaar in de Hofkapel begraven.
Cornelis van der Mijle had zes kinderen: Adriaen, Johan, Magdalena, Geertruid, Arent en Cornelia. Behalve Adriaen en Magdalena stierven zij jong. Adriaen van der Mijle (†1664) klom op tot kolonel in het Staatse leger, was gouverneur van Willemstad, hoogheemraad van Delfland en lid van de ridderschap van Holland.

## Functies en bezittingen
Van der Mijle was
- heer van De Mijl, Dubbeldam, Bakkum, Alblas, Bleskensgraaf en Sint Anthoniepolder
- lid van de Ridderschap van Holland
- gecommitteerde in de Raad van State namens de Ridderschap van Holland
- gecommitteerde in de Generaliteitsrekenkamer namens de Ridderschap van Holland[1]
- curator van de Universiteit Leiden

- Biografisch Portaal: 57813188
- Digitale Bibliotheek voor de Nederlandse Letteren: mijl004
- Gemeinsame Normdatei: 117205826
- International Standard Name Identifier: 0000 0000 1040 4018
- Library of Congress Control Number: n2019071894
- Nederlandse Thesaurus van Auteursnamen: 070911967
- Système universitaire de documentation: 134323807
- Virtual International Authority File: 62320175